# 西奥多·罗斯福
小西奥多·罗斯福（1858年10月27日—1919年1月6日），美国政治人物，曾为第26任美國總統、美國陸軍退役上校，紐約市羅斯福家族出身。
西奥多·罗斯福曾任美国海军部副部长，參與美西戰爭，1900年當選副總統。1901年总统威廉·麦金莱被无政府主义者刺杀身亡，他继任成为总统，时年42岁，是美国歷史上最年轻的总统。他的独特个性和改革政策，使他成为美国歷史上最伟大的总统之一，是美國進步時代的領導者之一。
西奥多·羅斯福在總統任期内，对國内的主要貢獻是建立資源保护政策，保护了森林、礦物、石油等资源；建立公平交易法案，推动了勞工與資本家和解。对外奉行门罗主义，實行擴張政策，建设強大軍隊，干涉美洲事務。
西奥多·罗斯福因成功调停了日俄战争，获得1906年的诺贝尔和平奖，是第一个获得此奖项的美国人。在调停过程中，他敏锐地察觉新崛起的日本对美国构成的潜在威胁，同時也意識到：巴拿马运河对美国不仅具有经济价值，而且能够使美国海军舰队在太平洋和大西洋之间的调动更加快捷，具有重要的军事战略意义。因此他在任内竭力推动巴拿马运河工程，并且视其为自己最伟大的成就。1908年他放棄爭取連任。
卸任后，1912年西奥多·罗斯福有意再度参选总统，但与共和党意见有分歧，于是脱党代表进步党参选总统，试图东山再起；在同年總統選舉中，由於共和黨分裂，使民主党候选人伍德罗·威尔逊勝出，而西奥多·罗斯福取得88張選舉人票，成為美國總統選舉中取得最多選舉人票數的第三黨候選人，但他从此退出政坛。
西奥多·罗斯福的远房堂弟、民主党的富兰克林·德拉诺·罗斯福日后也当选为美国总统，故在中文环境裡常称西奥多·罗斯福为“老罗斯福”。
西奥多·罗斯福是總統山上四個總統雕像之中唯一的20世纪总统，與乔治·华盛顿、托马斯·杰斐逊和亚伯拉罕·林肯並駕齊驅。学者们普遍认为，他是现代美国的塑造者。也有人批评他的干涉主义和帝国主义政策。即便如此，历史学者评论美国总统时，他总在最出色的五位之中。2006年6月26日，他再次成为《时代》周刊的封面人物。

## 生平
罗斯福家族自17世纪便居住于美，美国革命后，进入商人阶层。在20世纪時藉由經商贸易中积累了财富。

### 童年
1858年10月27日，西奥多·罗斯福出生在纽约市曼哈顿熨斗区介于百老汇和公园大道南之间的东20街28号，在四个孩子中排行第二。其父親為老狄奧多·羅斯福。
西奥多·罗斯福年幼多病，患有哮喘。为了不受其他孩子的欺负，他的父亲迫使他进行体育训练，并且学习拳击。家庭旅行，包括欧洲和埃及的游览，拓宽了他的视野。在阿尔卑斯山的徒步旅行中，他发现体育锻炼有助于改善哮喘，并从此开始了高强度的锻炼计划。他对动物学尤其感兴趣，七岁时便开始收集和研究动物标本。

十一岁时的罗斯福

### 學業
罗斯福早年接受家庭教育，这导致他在不同学科领域的知识掌握不均衡。他在地理、历史和语文方面表现出色，但在数学和古典语言上则有所欠缺。1876年，他进入哈佛大学。在校期间，他经历了父亲于1878年的突然去世，这对他打击沉重，但也让他继承了一笔丰厚的遗产。
他的父亲是一位虔诚的长老会信徒，经常带领家人一起祷告。年轻的西奥多也效仿父亲，在哈佛求学期间于剑桥的基督教堂主日学校任教三年有余。当这座圣公会教堂（即基督教堂）的牧师坚持要求他成为圣公会信徒才能继续任教时，罗斯福拒绝了，并开始在剑桥一个贫民区教授一个布道班。
罗斯福在大学期间学业表现优异，尤其擅长科学、哲学和修辞学，但在古典语言方面有所欠缺。他热衷于生物学研究，是一位颇有成就的博物学家和鸟类学家，并以其博览群书和近乎过目不忘的记忆力著称。此外，他还积极参与划船、拳击等体育活动和多个社团。最终，罗斯福以优异成绩毕业。
罗斯福传记作家亨利·F·普林格（Henry F. Pringle）曾写到：
当罗斯福试图复盘自己的大学生涯并衡量所获得的益处，他感到自己从哈佛收获甚微。许多学科的形式化教学方式、死板僵化的做法，以及对那些本身重要但不知为何从未与整体相联系的细枝末节的过分关注，都让他感到沮丧。

西奥多·罗斯福放弃了科研的初心，转而就读于哥伦比亚法学院，但他发现法学也并不让他信服。他真正的志向在于政治，这在他所属的社会阶层中不太寻常。罗斯福积极投身于共和党政治，并成功赢得州议员席位。这次胜利后，他便从法学院退学，以实现其成为“统治阶级”一员的决心。

### 第一次婚姻
1880年，罗斯福与银行家的女儿爱丽丝·海瑟薇·李结婚。1880年，罗斯福与社交名媛爱丽丝·海瑟薇·李结婚。
他们的女儿，爱丽丝·李·罗斯福，于1884年2月12日出生。两天后的情人节，这位新妈妈死于未确诊的肾衰竭，而不幸的是，在同一天，罗斯福的母亲玛莎也因伤寒去世。 罗斯福在日记上写了划了个大大的“X”，然后写道：“我生命里的光亮已经熄灭了。” 罗斯福悲痛欲绝，将小爱丽丝交给他的姐姐照顾，自己则沉浸在悲痛中； 直到爱丽丝三岁时，他才收回了她的监护权。在妻子和母亲去世后，罗斯福将精力投入到了工作中，重新推动了一项针对纽约市政府腐败的立法调查。
他余生都极少谈及亡妻爱丽丝，也未在自传中提及过她。

### 历史学家
西奥多·罗斯福在哈佛期间系统研究过1812年战争中美国海军的角色，并于1882年出版《1812年战争中的海战》，至今仍为权威的经典研究。随后，阿尔弗雷德·马汉1890年出版《海权对历史的影响》，强调“海权决定国家影响力与安全”、制海权与大国兴衰的关联，海权至上的思想深刻影响了当时的各国领导人，也强化了罗斯福的信念，只有急剧扩张海军力量才能与欧洲列强平起平坐。这些理论在欧洲声名鹊起。尽管常被认为罗斯福的海军思想源自马汉，但海军史学家丹比指出罗斯福的相关理念早于马汉成书。
他关于西部开发史的四卷大部头著作征服西部也是其代表作，对史学史有重要影响。他为主流杂志撰稿，收入颇丰，也使他作为知识分子而闻名海内。后来，罗斯福当选为美國歷史學會主席。

### 公务生涯
1881年他得到进入紐約州眾議院的机会，于是他从法学院退学，开始公务生涯。在議會，罗斯福是共和党活跃人物。
1884年他参加了共和党全国代表大会。

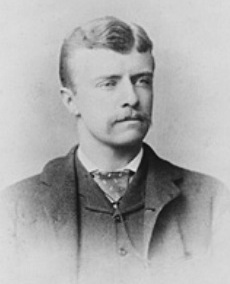
摄于1883年，25岁时的罗斯福

1884年，妻子爱丽丝生下一个女婴，但他的妻子不幸于产后两天去世；同日，罗斯福的母亲也去世了。从此他不再提起第一个妻子。他将女儿委托给大姐抚养，自己跑到达科他过起了放牧生活。这段经历给其父女关系蒙上了一层阴影。

### 放牧生活

罗斯福的猎裝照，1885年。

在北达科他的牧场，罗斯福学会了骑马等牛仔技能。闲暇时他参加拳击赛。有一段时间，他担任了代理警长，追捕窃盗犯。
1886到1887年严寒的冬季灭绝了牧场的牲口，于是他被迫返回美东。
1886年，罗斯福作为共和党候选人，竞选纽约市长，得票数名列第三，远逊于对手。

### 第二次結婚
1886年选举后，他去了伦敦，与青梅竹马的恋人伊狄斯·卡柔结婚。在欧洲度蜜月期间，罗斯福攀登了白朗峰，他领导的探险队是历史上第三个登顶团队，这一成绩使英国皇家学会將其吸收为成员。

### 重返公職

#### 美国公共服务局任職生涯
1888年总统大选时，罗斯福在中西部为本杰明·哈里森助选。哈里森当选总统後，任命罗斯福到美国公共服务局就职。1892年大选中哈里森落败，虽然罗斯福是前总统的支持者，当选总统格罗弗·克利夫兰仍然将其留任。

#### 纽约市警察局局长
1895年，罗斯福出任纽约市警察局局长。他任该职务两年，对警察局的运作施行了激烈变革。当年的纽约警界非常腐败，罗斯福采取了大刀阔斧的措施：定期巡查消防设施；对警员进行年度体能检测；新警员招聘严格依据体能和智力标准而非政治关系；招收少数民族和妇女警员；关闭导致腐败的、警方运营的商业设施；在所有的分局安装电话等等。

#### 美國海军部副部长
1897年威廉·麦金莱总统任命他为海军部副部长。海军部长约翰·隆（John Long）长期称病、不理政事，麦金莱对海军也不感兴趣，以至罗斯福大权独揽。他致力于海军现代化，并且大力推进美国的造舰能力。他的工作为未来的美西战争做了出色的战略准备。
1898年2月15日，美国海军缅因号战舰在哈瓦那港被击沉，罗斯福认为将西班牙势力驱逐出古巴和菲律宾的天赐良机到来了，虽然麦金莱并无此雄心。这一事件发生后的第十天，是星期五下午，约翰·隆因故临时不在办公室，罗斯福越俎代庖，向海军加勒比海舰队司令和停泊于香港的舰队发出战备命令。部长约翰·隆事后对此越权行为也无意追究。4月25日美国国会向西班牙宣战，美西战争爆发，罗斯福不满足于在后方观战，他辞去海军部的文职工作，组建了一个包括西部牛仔老朋友和东部常青藤盟校老校友的兵团，号称美国第一志愿骑兵团，佩中校军衔，后晋升为上校。虽然号称是骑兵，罗斯福是该部队唯一有马可骑的人。在1898年古巴境内的两场战斗中，他指挥的该团旅战绩显赫。使美国赢得了美西战争。

#### 纽约州州长
从古巴归来后，罗斯福再度进入纽约政界，1898年当选为州长。

#### 美國副总统
1900年大选，共和党推举他做麦金莱的副总统候选人。麦金莱赢得了大选，罗斯福也跟着进了白宫。不过，副总统这个闲差对于罗斯福这样的人而言，显然非常无聊。这段时期，他给人留下印象的行动是，在一次演讲中说出能表达其行事作风的名言：“温言在口，巨棒在手。”

#### 美國总统任内
1901年9月6日，麦金莱总统被无政府主义者里昂·乔戈什刺杀，9月14日不治身亡。罗斯福补位登上总统宝座，成为美国歷史上最年轻的总统。他在第一任期保留了前总统的内阁和基本施政方针。
- 公平交易：1901年，在罗斯福的第一次对国会演说中，他要求国会立法，对托拉斯的经营活动给予合理的限制。国会并未采取行动，但是罗斯福却发起44个针对大企业的法律诉讼，因此人送外号“托拉斯驯兽师”。
- 调解煤矿罢工：1902年，美国矿工联合会发动煤矿工人大罢工，威胁城市取暖燃料供应，引发了一场举国危机。罗斯福召集矿主和劳工领袖在白宫开会，达成妥协，将工作时间从每天10小时缩短到9小时，并且让工人得到10%的加薪，结束了持续163天的罢工。
- 1904年总统大选时，罗斯福在共和党内的主要对手病逝，遂使他轻而易举获得党内提名，并赢得大选。1904年连任後，他的政治倾向开始偏左。

##### 产业规范化
20世纪初，铁路被视为强大的力量。罗斯福认为政府应加强对铁路运输和跨州贸易的监管和规范，使国会於1906年通过了《赫本法案》，授权州际贸易委员会）设置铁路运费上限，同时也禁止铁路公司为关系公司免费运输货物。当时无人预料到未来蓬勃的汽车运输业对铁路的挑战，该法案对消费者和商业企业提供了一定程度的保护。同年，他还促使国会通过《纯净食品和药品法》和《肉类产品监督法案》，对养畜和肉类加工企业进行稽查和实施强制卫生标准。国会修正了该法案，以免小型屠宰场的不合卫生标准的产品损害出口和国内市场。

##### 环境保护
罗斯福是第一位对环境保护有长远考量的总统，在猎人和渔民阶层获得了广泛支持。1904年3月14日，他在佛罗里达设立了第一个国家鸟类保护区，也是野生动物庇护系统的雏形。1905年，他敦促国会成立美国林业服务局，管理国有森林和土地。罗斯福设立的国家公园和自然保护区面积比其所有前任所设总和还多，共1亿9千4百万英亩，举世闻名的大峡谷国家公园就是其中之一。他常给《户外生活》杂志撰稿，昭示自然保护理念和报告国家公园进展。他在一篇文章中写道：“我们的发展与永久性财富的资源保护有密切的关系。”他并非极端环保主义者，认为自然资源应有效地使用，避免浪费。1906年，罗斯福在白宫召集全国州长会议，讨论对于水、森林和其他自然资源的有效规划、分析和使用问题。

##### 外交政策
罗斯福政府的外交非常活跃。在古巴、波多黎各、菲律宾和巴拿马运河区，他动用军队的医疗部门，建立了公共卫生系统。他通过军队在当地建设基础设施。罗斯福急剧扩张了美国海军的规模。1902年委内瑞拉政府出现财政问题，拒绝支付外债，欧洲国家出动海军封锁其海港，委内瑞拉危机爆发。美国政府奉行门罗主义，警告欧洲列国不得干涉西半球事务，罗斯福命令美国海军前往委内瑞拉海域巡逻。罗斯福在1904年推出“罗斯福推论”：为了避免第三方在拉丁美洲采取行动，美国必须自行维持西半球的秩序，如果出现行为不轨的国家，美国有权进行军事干预，稱作「巨棒外交」。
1905年日俄战争開始，日本陆海军以弱胜强。虽然罗斯福对沙俄在远东的野心感到不安，对日军的战斗力极为欣赏，但是他也不愿意让日本在远东独大。罗斯福召集两国代表在新罕布什尔州普兹茅斯港进行和谈。他对调停人的角色非常着迷，连哄带吓，最终使两国签署了《朴次茅斯和約》。罗斯福因此赢得巨大的国际声誉，并且获得1906年度诺贝尔和平奖。后来，他又仲裁了德国与法国在摩洛哥的势力划分。一些历史学家认为，罗斯福的这两个行动从某种程度上避免了世界大战。

##### 巴拿马运河
罗斯福在外交上最显赫的成就是开凿巴拿马运河，将纽约与旧金山之间的水路航程缩短了8000英里（约1万4千公里）。当时，巴拿马是隶属于哥伦比亚的一个省。哥伦比亚与尼加拉瓜竞争运河选址。1902年，哥伦比亚与美国政府谈妥了一个条约，由美国出钱从法国购买巴拿马运河工程的设备，1881年法国在巴拿马有过失败的尝试。
条约签字後，在哥伦比亚参议院批准的手续中出了麻烦。哥伦比亚参议院的要价比条约高出一千万美元。美国政府拒绝就价格重新谈判，哥伦比亚政客于是提出新建议，将条约中第三方的法国公司踢开，结餘的款项付给哥伦比亚。哥伦比亚参议院在谈判中意图诡诈，罗斯福对于欺骗法国公司的做法感到厌恶。
1903年，罗斯福做出最后决定，出于对巴拿马运河利益的考虑，支持巴拿马独立。独立战争仅持续了几个小时，哥伦比亚軍人每人接受了50美元的贿赂，便放下武器。1903年11月3日，巴拿马共和国诞生，启用美国事先起草的宪法。不久，美国与巴拿马缔约，以美金一千万元的代价拥有巴拿马运河的开发和使用权。1904年运河工程开工，1914年竣工。

##### 远洋舰队与远东政策
在罗斯福第二任期的尾声，他派遣了一个由16艘最先进的战舰组成的舰队环绕地球，航程始于1907年12月16日，止于1909年2月22日。罗斯福向世界展示美國海軍有能力登上世界舞台。这个航程对于日益紧张的日美关系发挥了微妙的影响。大日本帝國海軍於日俄战争击败沙皇舰队後，美国海军在太平洋地区的力量显得薄弱。罗斯福巧妙地宣示了美国海军在这一地区的控制权。罗斯福的海军战略为美国在列强面前赢得了尊重。
1907年12月3日，罗斯福在年度谘文中，要求美国国会授权减免和取消八國聯軍的所得中庚子赔款超出实际损失部分，将多余部分用于资助大清帝國的教育和学生留美费用。1908年，美国向大清帝国退回半数庚子赔款。其中的一部分用于开办清华留美预备学校，即清华大学的前身。清华大学立校後，将一个体育馆命名为罗斯福纪念体育馆。

##### 白宫岁月
罗斯福进入白宫后仍本色不改。他喜欢带着朋友甚至内阁官员进行野外徒步、在白宫裡拳击、跟孩子打闹、高声朗读等等。1908年的一次拳击练习使其左眼永久失明。他精力充沛，对许多事务有狂热的兴趣，以至某国大使无奈地说，“记住，总统就像六岁小孩。”
罗斯福曾试图推动英语拼写改革方案，在政府公文裡强行推动新拼音，并给政府印刷机构下令采用新文字。甚至总统关于巴拿马运河事务的公文都用了新拼音。《纽约世界报》用新拼音写的感恩节公告（粗體為新拼音詞匯）：
When nerly three centuries ago, the first settlers came to the country which has become this great republic, they confronted not only hardship and privasion, but terible risk of their lives. . . . The custom has now become national and hallowed by immemorial usage.

这一改革给公众带来很大困扰，最后他被迫收回成命。这一举动为大众提供了不少幽默话题。
罗斯福的女儿爱丽丝·罗斯福·隆沃思是一位个性鲜明、颇受非议的人物。朋友们有时劝他管束自己的女儿，他却说：“我可以当美国总统，也可以管好爱丽丝，但实在无法同时做两件事。”有其父必有其女，爱丽丝刻薄地形容她老爹爱出风头，“他希望在每一场婚礼上担任新郎，每一回葬礼上充当尸体，每一次洗礼中扮演婴儿”（He wants to be the bride at every wedding, the corpse at every funeral, and the baby at every christening.）。

##### 开创的先例
罗斯福在总统任内开创了诸多先例。1901年首次邀请一位黑人布克·華盛頓於白宫共进晚餐；奥斯卡·斯特劳斯成为第一个被任命为内阁部长的犹太人；麦金莱遇刺後，罗斯福成为第一位接受特勤部门全天候保护的总统；他是第一位在总统官方肖像上打领带的，自此成为美国总统肖像的着装惯例；他是第一个从副总统继位总统，并于下次大选中获胜连任者。1906年，罗斯福成为首位获得诺贝尔和平奖的美国人。同年，他视察巴拿马运河区，开创现任总统出国访问的先例。

##### 联邦州的新成员
在罗斯福任内，俄克拉何马州加入了联邦。俄克拉何马包括的印地安保留地曾经试图以塞阔雅（英語：Sequoyah）州的名义单独加盟。1906年国会通过的法案裁定俄克拉何马及印地安领地作为一个州加入联邦。同时，裁定亚利桑那和新墨西哥作为一个州加盟。但是这部分议案被这两州的人民拒绝。

### 卸任后

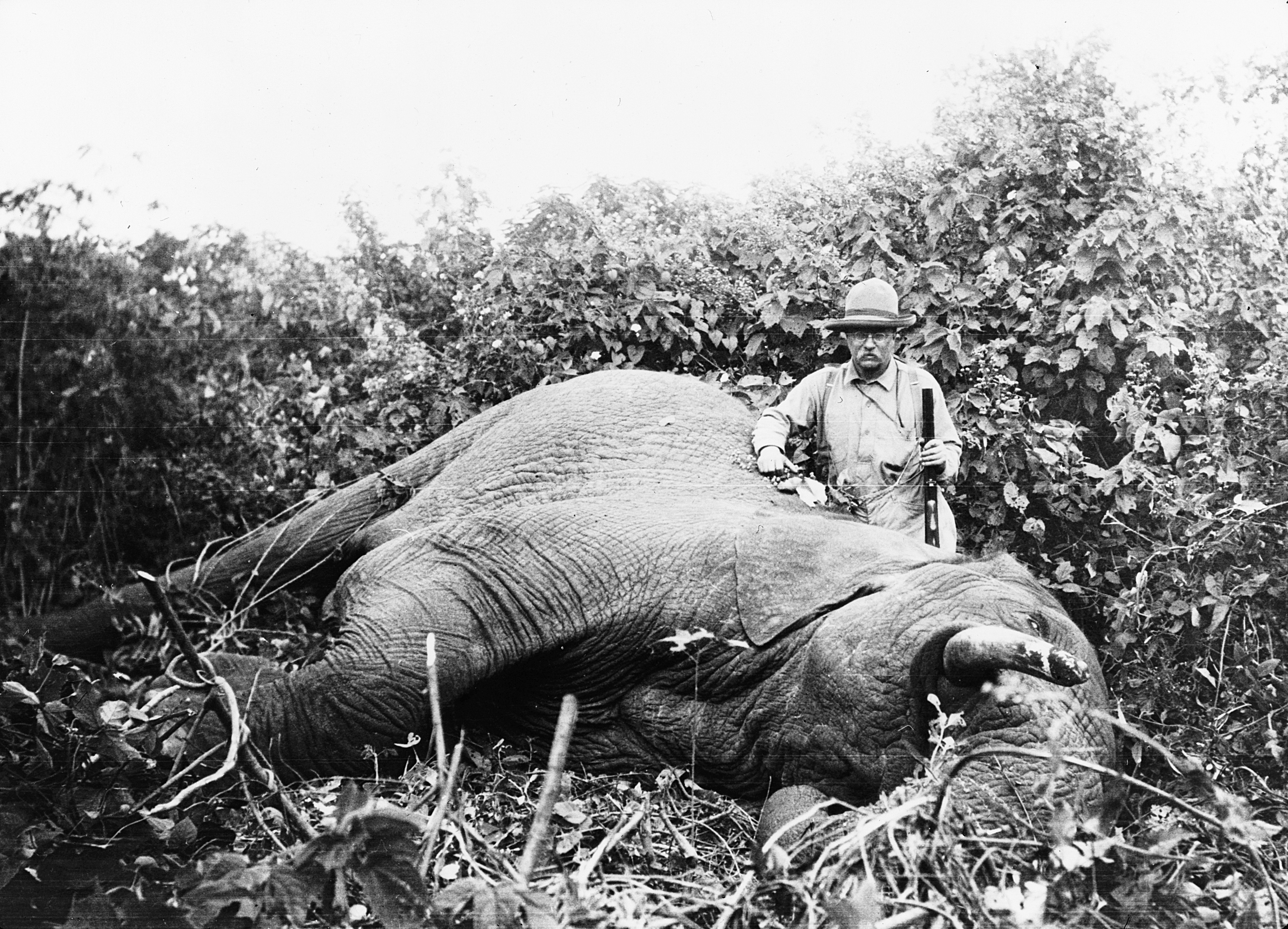
非洲旅行中的罗斯福

#### 非洲旅行
完成第二个总统任期后不久，罗斯福于1909年3月前往非洲探险。这次的旅程由史密森尼学会和美国国家地理学会提供赞助，引起世界媒体的关注。随行团队中有许多来自史密森尼学会的科学家，他们捕获了11397种动物，小到昆虫，大到河马和大象。其中512次属于狩猎，262种动物被食用。他们甚至捕捉了珍贵的白犀。大量动物被制成标本后运往华盛顿。标本的数量巨大，光是装货就用了一年时间。罗斯福自嘲道：“国家博物馆、美国自然历史博物馆和类似的动物研究机构之存在性可以被谴责的话，我才可受谴责。”他对这次科学考察非常兴奋，撰写了详细的日志。

#### 与共和党分庭抗礼
1908年，罗斯福认为国防部长威廉·霍华德·塔夫脱是自己进步主义思想的衣钵传人，极力推举塔夫脱做总统候选人。然而，塔夫脱有自己的一套进步主义，认为应当由法官而非行政官员或政客来判断是非公正，换而言之，侧重法治。塔夫脱不是手腕巧妙灵活的政客，也不似罗斯福那般精力充沛、个性喜人，更没有罗斯福的大众支持层面和紧紧追随的死党。当罗斯福认识到，降低进口关税可能造成共和党内部关系紧张，使制造业与零售商和消费者的利益尖锐对立，他就闭口不提这个话题。而塔夫脱无视关税变革的风险，一面鼓励改革者降税，另一面与保守派领袖进行交易，使关税的总体水平仍旧居高不下。总之，在各方之间和稀泥。在共和党内部危机四伏之际，罗斯福前往非洲和欧洲旅行，让塔夫脱自己拿主意。
塔夫脱与罗斯福的行事风格迥异，从来不在口头上得罪大商人。不过他主张在法律体系内解决问题，因而发起了90起针对大企业的反托拉斯诉讼，当时最大的企业美国钢铁公司也在被告之列，而该公司的兼併案得到过罗斯福的批准。结果，塔夫脱把所有人都得罪了：反托拉斯的改革者不喜欢他的保守言论；大企业家怨恨他的法律行动；罗斯福恼怒他使自己颜面扫地。
罗斯福从欧洲返回后，出乎意料地对联邦法院大加讨伐，令塔夫脱甚为恼火。罗斯福不但声讨大企业，对联邦法官也不放过，而这些法官大多数是麦金莱、罗斯福和塔夫脱任命的。1910年的国会中期选举后，民主党控制了国会，使塔夫脱在1912年的连任选情岌岌可危。

#### 另起炉灶，1912年大选
1911年底，罗斯福最终与塔夫脱决裂，自行宣布角逐共和党总统候选人。但是他动手略迟，塔夫脱已经取得党内大佬们的支持。然而在12个州的党内初选中，罗斯福赢得了9个，表明他在普通选民中仍然颇受欢迎。不过，当时的初选不如现在这般重要。
共和党全国代表大会在芝加哥召开之际，罗斯福发现自己无法直接了当地取得总统候选人资格，于是呼吁自己的支持者离开会场，另起炉灶，成立进步党，并且按照总统和州级竞选的需要建立永久组织结构。该党外号“公鹿党”，因为罗斯福号称自己“像公鹿一样顽强”。他在代表大会上大呼：“这是世界末日的哈米吉多頓，我们为主而战！”他那十字军式的豪言壮语令与会代表大为振奋。这个党的竞选平台是加强政府干预，保护人民免受利益集团的压迫。
1912年10月24日，在密尔沃基的一次競选活动中，理发店老板John Schrank向罗斯福開槍行刺，子弹击中演说稿和眼镜框后进入他的胸腔。罗斯福拒绝入院治疗，坚持完成了90分钟的强力演说。他对听众说：“不知你们听说过没有，刚才我挨了一枪，但是这不足以杀死一头公鹿。”医生诊治的结果是，枪伤严重，但是取出子弹会导致更大的危险。罗斯福的身体终生都有这个弹头。
在当年的总统大选中，罗斯福赢得27%的普选票，塔夫脱23%，民主党人威尔逊以42%的得票率当选。他带领大批进步主义者脱离了共和党，使之元气大伤，直至1916年罗斯福重返共和党才渐渐恢复。

#### 南美探险
1913年罗斯福到亚马孙河热带雨林地区探险，并将此次探险的经历写成了一本畅销书《穿越巴西野林》。这次探险的资助机构是美國自然歷史博物館，罗斯福答应提供新发现动物的标本。抵达南美后，探险队增加了一个更具进取心的目标：探索困惑河的源头。这条河后来被命名为罗斯福河，以纪念他的壮举。探险团队共有16位成员，包括罗斯福的次子克米特·罗斯福，美國自然歷史博物館派遣的人员，巴西军队的一个中尉，医生等。

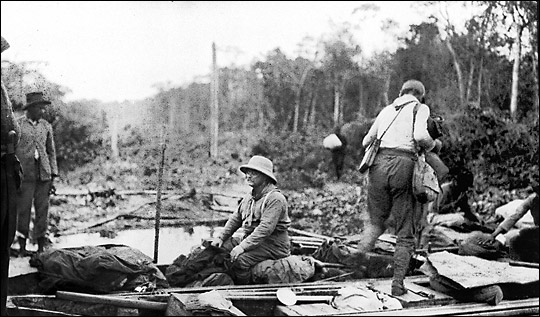
南美探险中的罗斯福

在顺着河流探险途中，罗斯福腿受轻伤，因此感染了疟疾，并且持续发烧。在配给食物有限的情况下，他担心自己拖累整个探险的日程，要求独自留下。但是他的儿子克米特坚持带他前行，队医也对他悉心照料，终于把他从死亡的边缘救回。这场疾病使他的体重减少了约20公斤。返回纽约后，罗斯福给朋友的信中写道：这场大病至少让他减寿10年。在余生中，他经常因为疟疾和腿伤未癒而住院治疗。
有专业人士怀疑罗斯福的考察结果，所以罗斯福身体在基本康复后，前往华府为此次河流探源答面對質詢。罗斯福的学术报告平息了争议，罗斯福河的命名得到了国际认可后，他便凱旋返乡。

### 第一次世界大战
罗斯福强烈批评伍德罗·威尔逊的外交政策，认为美国政府过于软弱。1914年第一次世界大战爆发後，罗斯福竭力支持英法協約國，认为他们是在捍卫人类文明。他主张对德国采取严厉措施，报复其潜艇袭击。当时德裔和爱尔兰裔美国人主张保持中立。罗斯福对此强烈谴责，指责这些人不爱国，将德国和爱尔兰的利益置于美国利益之上。1917年美国参战后，罗斯福自告奋勇组织一个志愿步兵营，但被威尔逊回绝。
罗斯福对威尔逊的批评使共和党于1918年重新夺回国会的控制权。罗斯福在选民中仍有很高的号召力，使他萌生角逐1920年总统大选之念。然而自1918年，疟疾使他的健康每况愈下。同年，他的小儿子昆廷·罗斯福参加空军赴法国作战，战机被击落而阵亡。昆廷是罗斯福的幼子，并且在精神气质上最像父親。丧子之痛的打擊使罗斯福的身体更加衰弱，病情自此再也無法好轉。

### 晚年

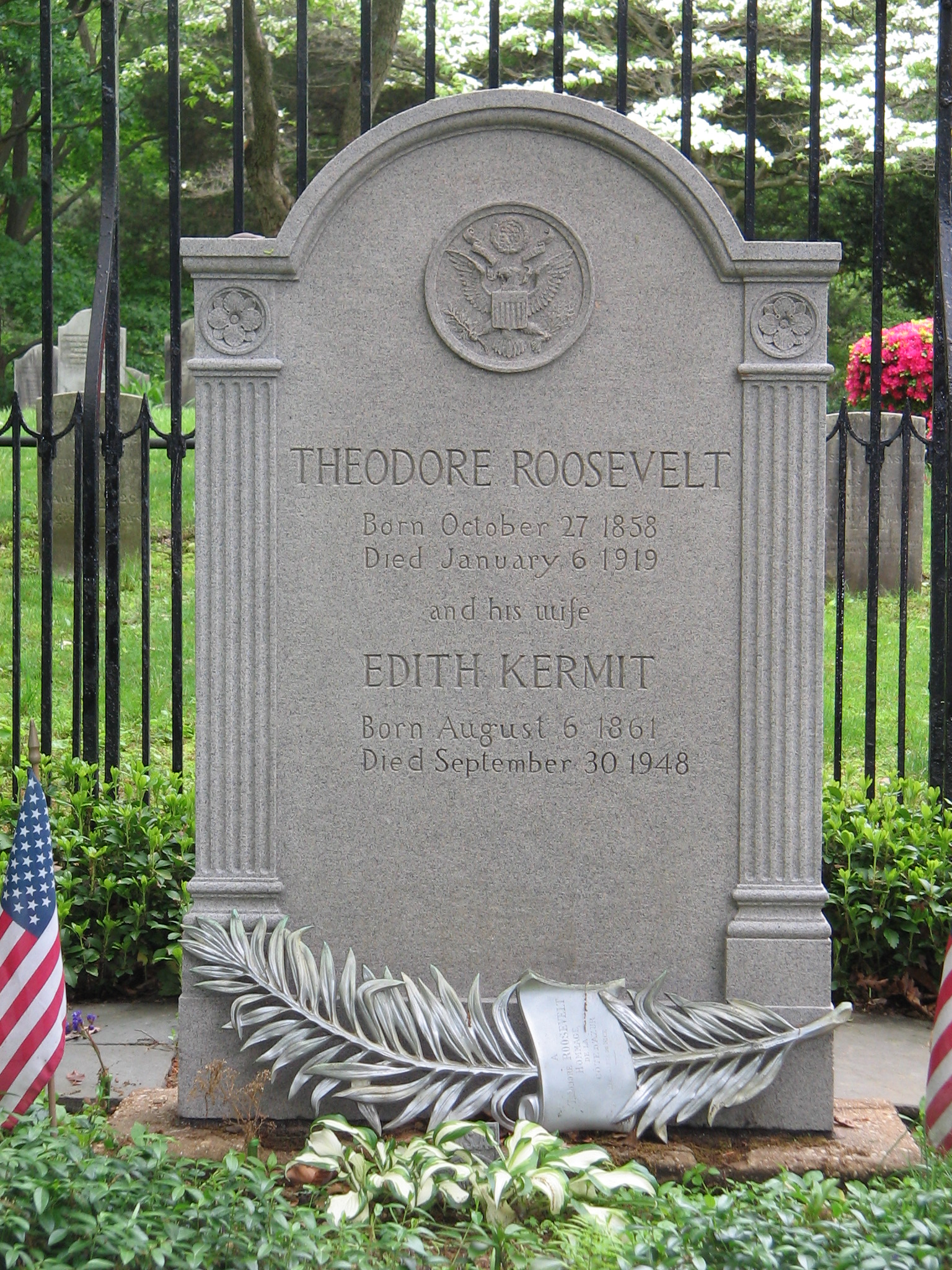
羅斯福之墓

尽管晚年疾病缠身，罗斯福仍保持乐观的生活方式。他积极推动童子军活动。美国童子军总会授予他“首席童子军公民”称号，他也是唯一获此头衔者。
1919年1月6日，老罗斯福總統在自己的住家内安詳的離世，享壽六十一岁。收到他去世的消息后，他的儿子阿奇博尔德·罗斯福给亲友们发电报说：“老狮子去世了。”

### 遗产
美西战争期间，由于罗斯福在古巴的圣胡安山战斗中表现英勇，他的上级指挥官建议授予他荣誉勋章，但该指挥官后来又向陆军部发电报，投诉罗斯福从古巴撤军时行动迟缓，又使这枚勋章成为泡影。1990年代，罗斯福的支持者们对国家档案馆和美国陆军的相关记录提出复议。2001年1月16日，克林顿总统追授罗斯福荣誉勋章。罗斯福的儿子泰德·羅斯福將軍于1944年的诺曼底登陆战役中的英雄表现也获得荣誉勋章。罗斯福父子均获此项荣誉，在美国歷史上这样的家庭仅有两个。
1927年，罗斯福与乔治·华盛顿、托马斯·杰斐逊、亚伯拉罕·林肯并列雕刻在拉什莫尔山的美国总统纪念公园。美国海军用罗斯福的名字命名了两艘舰艇：罗斯福号潜艇于1961至1982年服役；羅斯福號航空母舰自1986年起在大西洋舰队服役。

## 著作
- 《给孩子们的信》，中文版2006-04世界知识出版社
- 《1812年战争中的海战》（1882年）
- 《征服西部》四卷（1889至1896年）
- 《美国历史中的英雄故事》（1895年）
- 《非洲游踪》（1910年）
- 《新国家主义》（1910年）
- 《文学及其论文》（1913年）
- 《西奥多·罗斯福自传》（1913年），中文版2015-06华中科技大学出版社
- 《穿过巴西荒原》（1914年）
- 《美国和世界大战》（1915年）
- 《尽你所能敬畏上帝》（1916年）
- 《国力和国际义务》

文集
- 《西奥多·罗斯福文集》24卷

## 軼聞
- 罗斯福自幼对海军和海战史十分着迷，他的两个舅父都曾在南北战争时期服役于北軍海军。

## 名言
- 志存高远，脚踏实地。(Keep your eyes on the stars, and your feet on the ground.)
- 盡你所能。(Do what you can with what you have where you are.)

## 流行文化
1902年，在密西西比打獵的西奥多·罗斯福，拒絕殺害一頭小型黑熊，獲得相當的好評。他住所小镇Oyster Bay的玩具製造商藉此推出了與西奥多·羅斯福綽號同名的絨毛玩偶熊，並向他徵求冠名许可，罗斯福认为不可能会热卖所以许可任何厂商免费使用「泰迪熊」（Teddy Roosevelt）之名，但是從此「泰迪熊」聲名大噪。
西奥多·罗斯福童年時的綽號是"Teedie"（不是"Teddie"）；而他的成年時的綽號是"Teddy"，（西奥多·罗斯福並不喜歡"Teddy"，他較喜歡"T.R."）
此後在政治漫畫中，就常常用熊來代指西奥多·羅斯福。
電影《博物館驚魂夜》系列，由羅賓·威廉斯飾演。

### 一手资料
- Brands, H.W. ed. The Selected Letters of Theodore Roosevelt. (2001)
- Harbaugh, William ed. The Writings Of Theodore Roosevelt (1967). A one-volume selection of Roosevelt's speeches and essays.
- Hart, Albert Bushnell and Herbert Ronald Ferleger, eds. Theodore Roosevelt Cyclopedia (1941), Roosevelt's opinions on many issues; online version at  （页面存档备份，存于）
- Morison, Elting E., John Morton Blum, and Alfred D. Chandler, Jr., eds., The Letters of Theodore Roosevelt, 8 vols. (1951-1954). Very large, annotated edition of letters from TR.
- Roosevelt, Theodore (1999). Theodore Roosevelt: An Autobiography（页面存档备份，存于）. online at Bartleby.com.
- Roosevelt, Theodore. The Works of Theodore Roosevelt (National edition, 20 vol. 1926); 18,000 pages containing most of TR's speeches, books and essays, but not his letters; a CD-ROM edition is available; some of TR's books are available online through Project Bartleby （页面存档备份，存于）
- Theodore Roosevelt books and speeches on Project Gutenberg（页面存档备份，存于）

### 二手资料
- Beale Howard K. Theodore Roosevelt and the Rise of America to World Power. (1956). standard history of his foreign policy
- Blum, John Morton The Republican Roosevelt. (1954). Series of essays that examine how TR did politics
- Brands, H.W. Theodore Roosevelt (2001), full biography
- Cooper, John Milton The Warrior and the Priest: Woodrow Wilson and Theodore Roosevelt. (1983) a dual scholarly biography
- Dalton, Kathleen. Theodore Roosevelt: A Strenuous Life. (2002), full scholarly biography
- Fehn, Bruce. "Theodore Roosevelt and American Masculinity." Magazine of History (2005) 19(2): 52-59. Issn: 0882-228x Fulltext online at Ebsco. Provides a lesson plan on TR as the historical figure who most exemplifies the quality of masculinity.
- Gould, Lewis L. The Presidency of Theodore Roosevelt. (1991), standard history of his domestic and foreign policy as president
- Harbaugh, William Henry. The Life and Times of Theodore Roosevelt. (1963), full scholarly biography
- Keller, Morton, ed., Theodore Roosevelt: A Profile (1967) excerpts from TR and from historians.
- Millard, Candice. River of Doubt: Theodore Roosevelt's Darkest Journey. (2005)
- McCullough, David. Mornings on Horseback, The Story of an Extraordinary Family. a Vanished Way of Life, and the Unique Child Who Became Theodore Roosevelt. (2001) popular biography to 1884
- Morris, Edmund The Rise of Theodore Roosevelt, to 1901 (1979); vol 2: Theodore Rex 1901-1909. (2001); Pulitzer prize for Volume 1. Biography.
- Mowry, George. The Era of Theodore Roosevelt and the Birth of Modern America, 1900-1912. (1954) general survey of era
- Mowry, George E. Theodore Roosevelt and the Progressive Movement. (2001) focus on 1912
- Powell, Jim.  Bully Boy: The Truth About Theodore Roosevelt's Legacy (Crown Forum, 2006).  Denounces TR policies from conservative/libertarian perspective
- Pringle, Henry F. Theodore Roosevelt (1932; 2nd ed. 1956), full scholarly biography
- Putnam, Carleton Theodore Roosevelt: A Biography, Volume I: The Formative Years (1958), only volume published, to age 28.
- Renehan, Edward J. The Lion's Pride: Theodore Roosevelt and His Family in Peace and War. (1992), examines TR and his family during the World War I period
- Watts, Sarah.  Rough Rider in the White House: Theodore Roosevelt and the Politics of Desire.  2003. 289 pp.

## 外部連結
- "The Early Years: The Challenge of Public Order - 1845 to 1870", by William Andrews,  New York City Police Department History Site
- "Leadership of the City of New York Police Department 1845-1901", - The New York City Police Department Museum （页面存档备份，存于）
- PBS "American Experience" Theodore Roosevelt （页面存档备份，存于）
- My Brother Theodore Roosevelt, 1921（页面存档备份，存于） 罗斯福的妹妹Corinne Roosevelt Robinson回忆录。
- Almanac of Theodore Roosevelt （页面存档备份，存于）
- 罗斯福演说录音，MP3格式
- Audio clips of Roosevelt's speeches
- 罗斯福接受进步党总统候选人提名的演说，"Progressive Covenant with the People"
- Quotes （页面存档备份，存于）
- Theodore Roosevelt Works - Bartleby's Online Books
- Theodore Roosevelt的作品  - 古騰堡計劃
- Index of T. Roosevelt Etexts （页面存档备份，存于）
- Detailed biography of Theodore Roosevelt from the 1911 version of Encyclopedia Britannica
- Theodore Roosevelt Inaugural Address （页面存档备份，存于）
- State of the Union addresses for 1901 （页面存档备份，存于），1902 （页面存档备份，存于），1903 （页面存档备份，存于），1904 （页面存档备份，存于），1905 （页面存档备份，存于），1906 （页面存档备份，存于），1907（页面存档备份，存于），and 1908 （页面存档备份，存于）
- Nobel Peace Prize 1906: Theodore Roosevelt （页面存档备份，存于）
- Theodore Roosevelt Papers at the Library of Congress （页面存档备份，存于）
- Theodore Roosevelt: His Life & Times on Film (LOC) （页面存档备份，存于）
- Theodore Roosevelt Birthplace National Historic Site （页面存档备份，存于）
- Theodore Roosevelt Inaugural National Historic Site （页面存档备份，存于）
- Sagamore Hill National Historic Site （页面存档备份，存于）
- 诺贝尔和平奖关于罗斯福的记录 （页面存档备份，存于）
- Congressional 国会关于授予罗斯福荣誉勋章的记录 （页面存档备份，存于）
- 白宫官方网站
- 关于历届副总统的记录（页面存档备份，存于）
- 罗斯福的家庭和后裔
- Ron Schuler's Parlour Tricks: Teddy （页面存档备份，存于）
- Theodore Roosevelt Links（页面存档备份，存于）
- Theodore Roosevelt Quotes, Pictures and Biography at TeddyRoosevelt.com （页面存档备份，存于）
- Theodore Roosevelt cylinder recordings （页面存档备份，存于），from the Cylinder Preservation and Digitization Project at the University of California, Santa Barbara Library.
- On Theodore Roosevelt's progressive visionfrom，a student think tank inspired in part by Theodore Roosevelt.
- Boone and Crockett Club, founded by Theodore Roosevelt （页面存档备份，存于）
- How to pronounce Theodore Roosevelt （页面存档备份，存于）
- Yesterday's News blog （页面存档备份，存于） 1901年报纸记录：罗斯福的“大棒”演说

| 美国政治职务       | 美国政治职务            | 美国政治职务              |
| ------------------ | ----------------------- | ------------------------- |
| 前任： 威廉·麦金莱 | 美国总统 1901年－1909年 | 繼任： 威廉·霍华德·塔夫脱 |